# L'Ivresse de Noé (Bellini)
L'Ivresse de Noé est une peinture de l'artiste vénitien Giovanni Bellini, exécutée vers 1515. L'œuvre est exposée au musée des Beaux-Arts et d'Archéologie de Besançon à la suite du legs de Jean Gigoux en 1894.

## Composition
Un vieil homme dort nu. Une coupe et une grappe de raisin sont disposées au premier plan. Une vigne constitue l'arrière-plan. Ces trois éléments évoquent le vin. Il semble donc que cet homme soit ivre. Trois jeunes hommes sont à ses côtés. Les deux personnages latéraux détournent leur regard tout en dissimulant la nudité du vieillard à l'aide d'un drap rouge. En revanche, le personnage situé au centre rit tout en regardant le vieil homme.
L'homme allongé est Noé. Il est entouré de ses trois fils, Cham au centre, Sem et Japhet sur les côtés. Sem et Japhet sont les bons fils, ils respectent leurs pères en dissimulant sa nudité tout en détournant les yeux. À l'inverse Cham se moque de son père, ce qui lui vaudra d'être maudit ainsi que ses descendants, le peuple de Canaanéens (voir : la Malédiction de Cham).
L'organisation du tableau est simple. Elle est symétrique, les bons fils sur les côtés et le mauvais au centre. Cet agencement confère une monumentalité à l'œuvre, renforcée par l'horizontalité de la composition.

## L'ivresse de Noé

### Source
L'œuvre se réfère à un passage de la Genèse qui relate l'ivresse de Noé :

« 20. Noé commença à cultiver la terre, et planta de la vigne.

21. Il but du vin, s’enivra, et se découvrit au milieu de sa tente.

22. Cham, père de Canaan, vit la nudité de son père, et il le rapporta dehors à ses deux frères. 

23. Alors Sem et Japhet prirent le manteau, le mirent sur leurs épaules, marchèrent à reculons, et couvrirent la nudité de leur père ; comme leur visage était détourné, ils ne virent point la nudité de leur père.

24. Lorsque Noé se réveilla de son vin, il apprit ce que lui avait fait son fils cadet.

25. Et il dit: "Maudit soit Canaan ! qu’il soit l’esclave des esclaves de ses frères !"

26. Il dit encore: "Béni soit l’Éternel, Dieu de Sem, et que Canaan soit leur esclave !

27. Que Dieu étende les possessions de Japhet, qu’il habite dans les tentes de Sem, et que Canaan soit leur esclave !" »

— GENÈSE (IX:20-27)

### Préfiguration
Souvent les thèmes de l'Ancien Testament sont utilisés comme des préfigurations du Nouveau Testament. Les moqueries de Cham évoquent les différentes railleries et outrages des soldats romains envers le Christ. Mais cet épisode est aussi l'invention du vin, élément central de l’eucharistie, avec le pain.

### Représentation

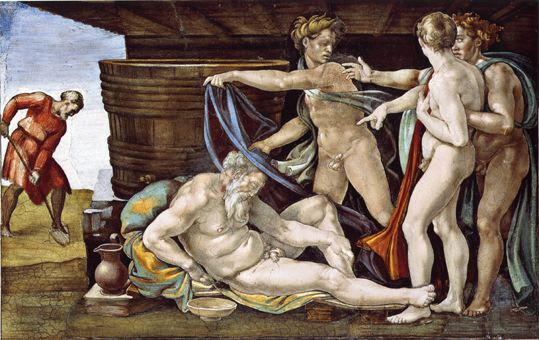
L'Ivresse de Noé par Michel-Ange.

Le thème de « l'ivresse de Noé » n'est pas répandu dans l'art vénitien avant Bellini. On le retrouve toutefois représenté en mosaïque dans le narthex de la basilique Saint Marc et à l'un des angles du palais des Doges sur un bas-relief gothique.
Cette scène fut représentée peu d'années auparavant (1508-1509) à Rome par Michel-Ange sur la voûte de la chapelle Sixtine. Mais la représentation de Bellini diffère de celle de Michel-Ange : la représentation semble ici profane et naturaliste contrairement aux caractères antiquisant de la fresque du Vatican.